# Miren Echeveste
Miren Echeveste Lacombe (Irún, Guipúzcoa, 8 de febrero de 1982) es una traductora, intérprete y política española.
Actualmente es juntera en las Juntas Generales de Guipúzcoa y líder y portavoz del grupo parlamentario Podemos-IU-Equo-AV en el Parlamento foral desde 2023. También es la secretaria general de Podemos Irún desde 2018.
Anteriormente fue concejala del Ayuntamiento de Irún (2019-2023) y concejala delegada de igualdad y euskera del Ayuntamiento de Irún (2020-2023) en la coalición de gobierno PSE-Podemos, nombrada por José Antonio Santano.

## Biografía
Se licenció en traducción e interpretación en la Universidad del País Vasco en 2007.
Ejerció como traductora, correctora, editora e intérprete en los idiomas euskera, inglés y castellano de 2006 a 2018. En el año 2018 fue contratada por el partido político Podemos Euskadi como técnica lingüística.

## Trayectoria política
Es parte del partido Podemos desde sus inicios alrededor del año 2014. En el año 2018 Echeveste fue elegida secretaria general de Podemos Irún, relevando a David Soto (2014-2018) como secretario general de Sí se Puede Irún (SSPI)-Podemos Irún.
En las elecciones municipales de 2019 Echeveste fue candidata a concejala al Ayuntamiento de Irún por la coalición Podemos-IU, con David Soto como candidato a alcalde y cabeza de lista. Podemos Irún obtuvo 4 concejales y Echeveste entró en la corporación local.
En el año 2020, dentro de la legislatura 2019-2023, el PSE y Podemos Irún cerraron un acuerdo de coalición para gobernar la localidad. Con el acuerdo de gobierno, Echeveste se unió a la Junta de Gobierno Local como concejala delegada de igualdad y euskera, nombrada por el alcalde socialista José Antonio Santano.
Durante su etapa como concejala delegada de igualdad y euskera tuvo que lidiar con la elaboración de los planes de igualdad del municipio y con el evento del alarde de Irún (Alarde de San Marcial), algo que generó polémica en el gobierno de coalición. El Grupo Municipal Elkarrekin Podemos Irún acusó al alcalde, Jose Antonio Santano, de eliminar el alarde del Plan de Igualdad.  En aquel momento Echeveste declaró que «el PSE sigue torpedeando el Alarde y el trabajo realizado por parte del área de Igualdad».
En el año 2022, el Gobierno municipal de Irún entregó por primera vez en la historia la bandera a la compañía del alarde igualitario, de manos de Echeveste como concejala delegada de Igualdad. En el año 2023, el alcalde de Irún, Jose Antonio Santano por aquel entonces, recibió por primera vez en la historia a la compañía de alarde mixto de hombres y mujeres.

### Candidata a Diputada General de Guipúzcoa

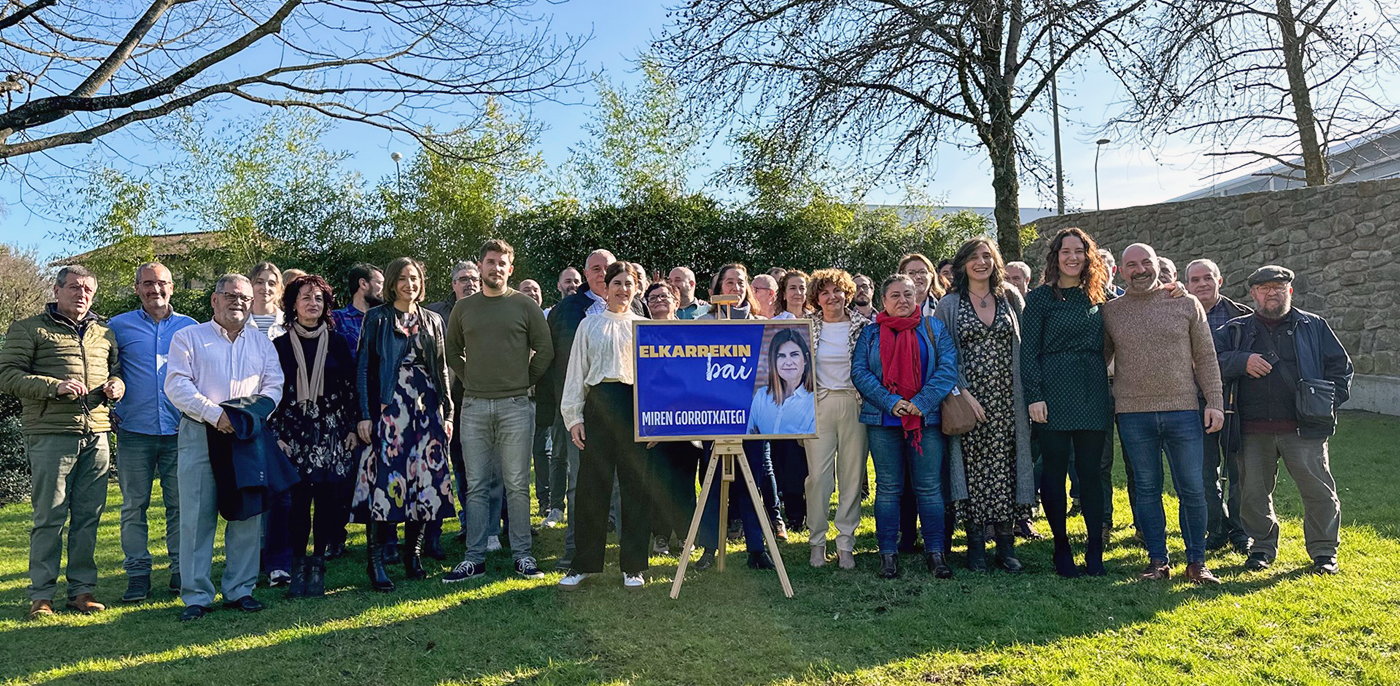
Presentación pública de la candidatura de Miren Gorrotxategi a las elecciones primarias de Podemos Euskadi (candidatura "Elkarrekin Bai"), para las elecciones al Parlamento Vasco de 2024 (Durango, 2024). Entre otros, los candidatos a parlamentarios de la candidatura, Oihane Mestraitua, Sabina Méndez, Garbiñe Ruiz, Alfonso Arroyo, David Soto, Miren Gorrotxategi, Ander Jiménez, Richar Vaquero, Montserrat Roca, Pilar Garrido, Soraya Pereira, Miren Echeveste, Arkaitz Gorritxo.

En las elecciones a las Juntas Generales de Guipúzcoa de 2023 Echeveste fue la candidata a Diputada General de Guipúzcoa y cabeza de lista por la circunscripción de Bidasoa-Oyarzun por la coalición electoral Elkarrekin Gipuzkoa (Podemos, EA-IU, Equo y Alianza Verde). Obtuvo escaño como juntera en el Parlamento foral, durante la XII Legislatura.
En la XII Legislatura de las Juntas Generales de Guipúzcoa, Echeveste ejerció de líder y portavoz del grupo parlamentario foral Podemos-IU-Equo-AV en el Parlamento foral guipuzcoano, con el juntero Xabier Ezeizabarrena como presidente de la cámara foral.
En las elecciones generales de 2023, Echeveste fue candidata a diputada del Congreso de los Diputados por la coalición electoral Sumar por la circunscripción de Guipúzcoa, con Pilar Garrido como cabeza de lista.

### Candidata al Parlamento Vasco
En el año 2024, en las elecciones el Parlamento Vasco de 2024, Echeveste se presentó como candidata a diputada del Parlamento Vasco por la circunscripción de Guipúzcoa, con David Soto como cabeza de lista, por la coalición Elkarrekin Podemos (Podemos Euskadi y Alianza Verde).

## Vida personal
Actualmente reside en Irún.